# 李佳蓉
李佳蓉（英語：Carol Lee，1955年10月16日—），台湾保险业者，磊山保險經紀人股份有限公司董事長。1977年大學畢業後開始工作，後于1978年創立了國際貿易公司經營進口貿易的工作。1990年1月15日轉行，2010年1月15日成立磊山保险经纪人股份有限公司。